# FPB
FPB (Fourth Price Band, "čtvrtá cenová") je česká punk-rocková skupina založená v roce 1980 v Teplicích zpěvákem a básníkem Miroslavem Wankem a jeho přítelem Petrem Růžičkou, který byl považován za manažera skupiny. K nim se brzy přidal bubeník Milan Nový a později kytarista Romek Hanzlík. Původní FPB se rozpadla v roce 1985, nástupnická FPB v jiném složení ukončila činnost v roce 1987. V roce 2008 hrála kapela Už jsme doma příležitostně na svých koncertech 21 písní z repertoáru původní FPB (1981 - 1985).
Kapela hrála jak svůj repertoár, tak písně kapel, které na jejich hudbu měly zásadní vliv: The Damned, Ebba Grün, The Clash, Pere Ubu a The Residents (tyto vlivy se staly ještě rozeznatelnější, když se v roce 1986 Wanek připojil k tehdy začínající skupině Už jsme Doma). Texty a hudbu FPB psal Miroslav Wanek, kapela zhudebnila i básně Jiřího Wolkera (Slepci), Oldřicha Mikuláška, Christiana Morgensterna a Lawrence Ferlinghettiho.

## Historie

### Založení a první sestava (1980)
Idea kapely vznikla v době, kdy Miroslav Wanek, v té době člen kapely Elektron hrající na zábavách převzatý rockový repertoár, navštívil v roce 1979 8. a 9. pražské jazzové dny a poté si "vyráběl" modrou knížku v psychiatrické léčebně v pražských Bohnicích. Po návratu se v Teplicích dal dohromady se svým sousedem Petrem Růžičkou, organizátorem nelegálních koncertů, krátce vězněným za účast v undergroundovém hudebním hnutí. Společně našli bubeníka Milana Nového, který ale hrál v kapele Mikron, z níž nechtěl odejít. První koncerty tedy vypadaly tak, že zahrála kapela Mikron a poté obohacená o dva členy zahrála několik písní pod názvem FPB. Brzy se skupina zredukovala na tři členy: Wanek, Nový a Růžička.

### Klasická sestava (1981–1985)
Po několika měsících přijal Wanekovu nabídku jeho bývalý spolužák Romek Hanzlík, který opustil hospodskou skupinu Admirál. Přes komplikovanou logistiku hrála kapela často na české punkové scéně a získala si popularitu pro svůj sofistikovaný styl a zběsilé, melodické punk-rockové melodie. Kapela hrála také pod "krycími" názvy Čtvrté cenové pásmo a Čtverecjed.
V roce 1985 založil Milan Nový experimentálnější kapelu s názvem Už jsme Doma (UJD). Nový v té době hrál v kapele na saxofon. UJD hráli často na nelegálních koncertech spolu s FPB a Wanek si okamžitě UJD oblíbil. V roce 1986 byli Wanek a Hanzlík pozváni, aby se připojili k UJD, nejprve jako hosté a poté oba přešli do UJD jako dva ze čtyř kmenových muzikantů (už bez Nového).

### Noví FPB (1986–1987)
Růžička se postavil proti rozpadu FPB, a tak s Novým sestavili novou sestavu FPB s kytaristou Kamilem Krůtou a baskytaristou a zpěvákem Radkem Uhlířem. V této podobě kapela hrála Wanekův původní repertoár i nový, zcela odlišný materiál, než se po dvou letech rozpadla.

### Následné aktivity (1990, 2008 – dosud)
V roce 1990 se Wanek, Hanzlík a Nový znovu spojili jako FPB, aby nahráli 17 písní z původního setu 1981–85, které vyšly na CD „Kdo z koho, ten toho“, a zahráli jeden koncert v pražské Lucerně. Poslední show FPB byla v roce 1993 na soukromé párty v hospodě "U vystřelenýho oka" na Žižkově.
V roce 2008 se konal koncert, na němž klasický repertoár FPB (21 písní) zahráli Wanek, Hanzlík a tehdejší členové UJD - basista Pepa Červinka, bubeník Tomáš Paleta a trumpetista Adam Tomášek. Zároveň bylo vydáno 3CD „Kniha přání a stížností“ u Malarie Records. Ačkoli tento koncert (nazvaný „Už jsme doma a Romek Hanzlík hrají písně FPB“) byl původně zamýšlen jako jednorázový počin, pětičlenná kapela (s Jaroslavem Nogou a od roku 2016 Vojtěchem Bořilem na bicí) jej příležitostně hrála na festivalech a jiných akcích i nadále.

## Členové

### Aktuální (jedná se ale o Už jsme doma hrající písně FPB, nikoli o comeback)
- Miroslav Wanek – basa, zpěv (1980–1986, 1990); kytara, zpěv (2008 - současnost)
- Pepa Červinka – basa, zpěv (2008 – dosud)
- Adam Tomášek – trubka, zpěv (2008 – dosud)
- Vojtěch Bořil – bicí (2016 – dosud)

### Bývalí
- Milan Nový – bicí (1980–1987, 1990)
- Romek Hanzlík – kytara, zpěv (1981–1985, 1990, s UJD 2008–2019)
- Kamil Krůta – kytara (1986–1987)
- Radek Uhlíř – basa, zpěv (1986–1987)
- Ivo Dolanský – kytara (1983-85)
- Pavel Keřka – basová kytara (1983-85)
- Ota Chlupsa – kytara (1983)
- Petr Růžička – manažer (1980–1987)
- Petr Kuranda – basová kytara (1981)
- Jaroslav Noga – bicí (2011–2016)
- Jaroslav Machovský – kytara (1980)
- Jan Knap – basová kytara (1980)

## Diskografie

### Vydání
- “Raná léta” (zaznamenaný 1982-1983, povolený 1987)
- "Live v Gongu" (1984)
- "Opatov - live" (1985)
- "Jedem v punku jako v tanku" (1984, 1987)
- "Kdo z koho, ten toho" (MC, LP, CD, 1990)
- "Kniha přání a stížností" (3xCD, 2008, Malarie Records)

### Kompilace
- “1984 třetí” (1987)
- "Razie" (1987)
- "Hrubý punkový hláska" (1987)
- „Československo (deset československých let 1978–1988)“ (1989)